# Sūr Shafīlāt
Sūr Shafīlāt är en ort i Iran.   Den ligger i provinsen Gilan, i den norra delen av landet, 190 km nordväst om huvudstaden Teheran. Sūr Shafīlāt ligger 15 meter över havet och antalet invånare är 321.
Terrängen runt Sūr Shafīlāt är varierad. Runt Sūr Shafīlāt är det ganska tätbefolkat, med 134 invånare per kvadratkilometer. Närmaste större samhälle är Langarud, 15,8 km nordväst om Sūr Shafīlāt. Trakten runt Sūr Shafīlāt består till största delen av jordbruksmark.